# Stefan Bryła
Stefan Władysław Bryła (17. srpna 1886 Krakov – 3. prosince 1943 Varšava) – byl polský stavební inženýr a pionýr svařování, politik a poslanec Sejmu.

## Profesní kariéra
Od roku 1921 přednášel konstrukci mostů na Lvovské polytechnice a od roku 1934 na polytechnice ve Varšavě. Bryła je autorem řady významných staveb, včetně prvního svařovaného silničního mostu přes řeku Słudwia v obci Maurzyce pod Łowiczem z roku 1929 a mrakodrapu Prudential ve Varšavě z roku 1934.

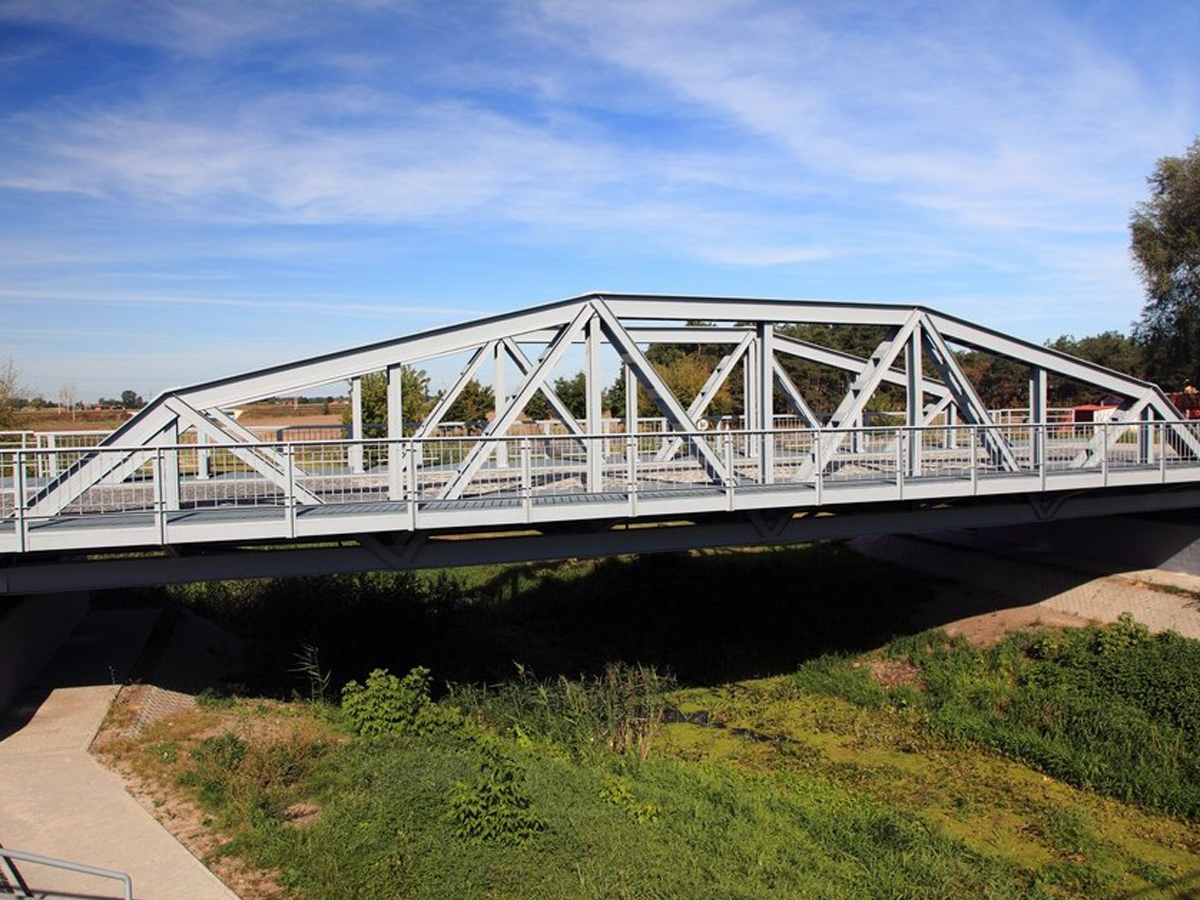
První svařovaný ocelový most na světě přes řeku Słudwia

V roce 1928 zpracoval na základě pokynu Ministerstva veřejných prací pravidla pro svařování stavebních ocelových konstrukcí. Tyto se staly vzorem pro obdobné předpisy v dalších zemích. O rok později byl jmenován stálým členem mezinárodního výboru pro mosty a inženýrské stavby. Publikoval na 250 vědeckých prací, učebnic a článků. Byl respektovaným inženýrem a teoretikem svařování na mezinárodní úrovni. Spolupracoval při výstavbě mrakodrapů v USA, včetně Woolworth Building v New Yorku (v té době nejvyšší budova na světě).

## Politické aktivity
Stefan Bryła se rovněž zabýval politikou. V letech 1923–1926 vedl ve Lvově pobočku křesťanské demokracie. Byl poslancem Sejmu v I., II. a III. běhu (1926-1935) za okres Lvov. 

## Období okupace

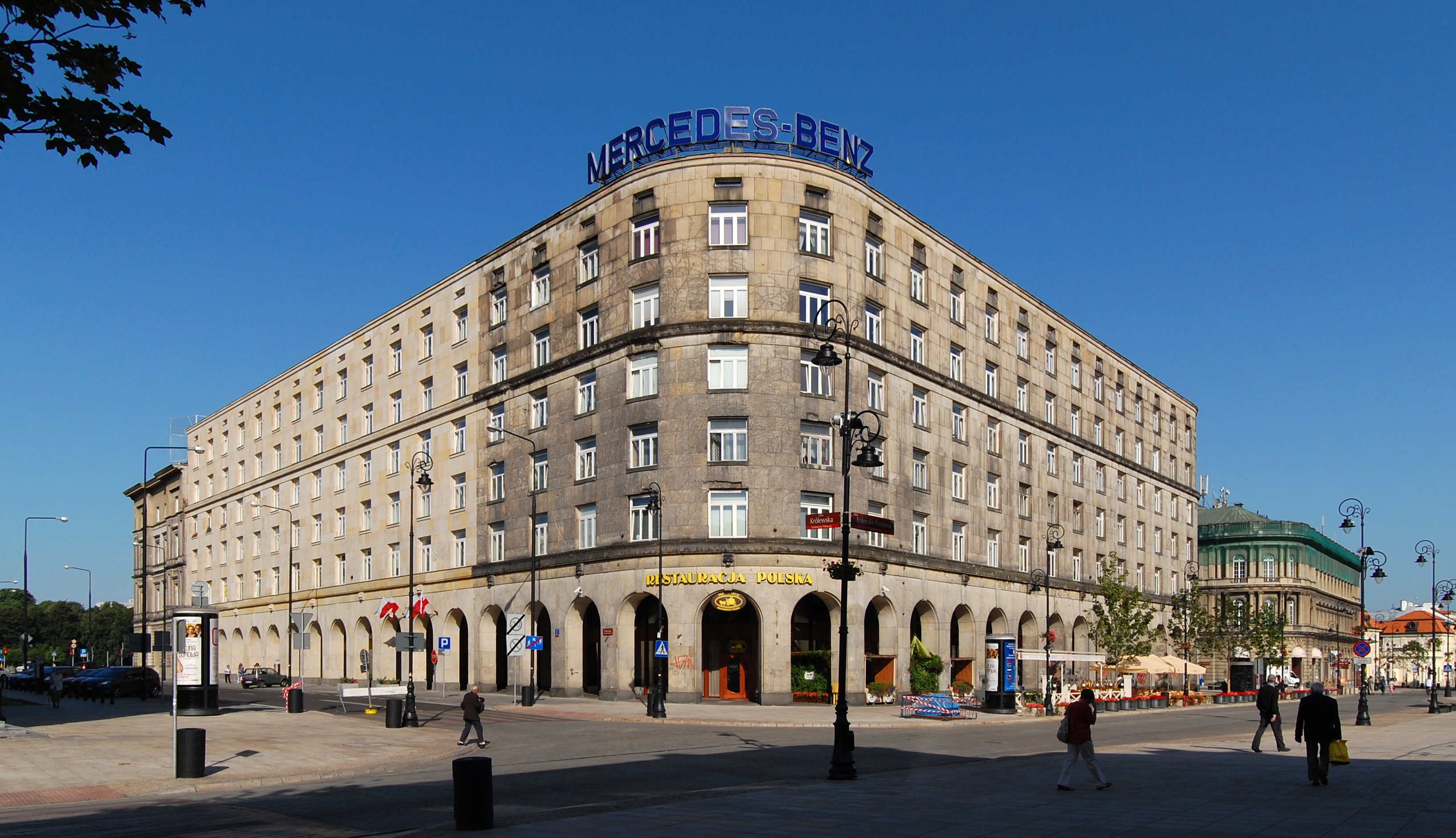
Budova bez rohů ve Varšavě

Od roku 1939 během německé okupace působil skrytě jako děkan Fakulty architektury Varšavské polytechniky. Stal se představitelem podzemní buňky pro veřejné práce a obnovu. V této funkci vypracoval desetiletý plán poválečné obnovy Polska zničeného válkou a také instrukce pro diverzní skupinu Zemské armády – Jak ničit ocelové mosty. Za tuto aktivitu byl 16. listopadu 1943 zatčen Němci a 3. prosince zastřelen ve Varšavě na křižovatce ulic Puławska a Goworka. Jeho symbolický hrob se nachází na Varšavských hřbitovech (Cmentarz Powązkowski w Warszawie).

## Konstrukce

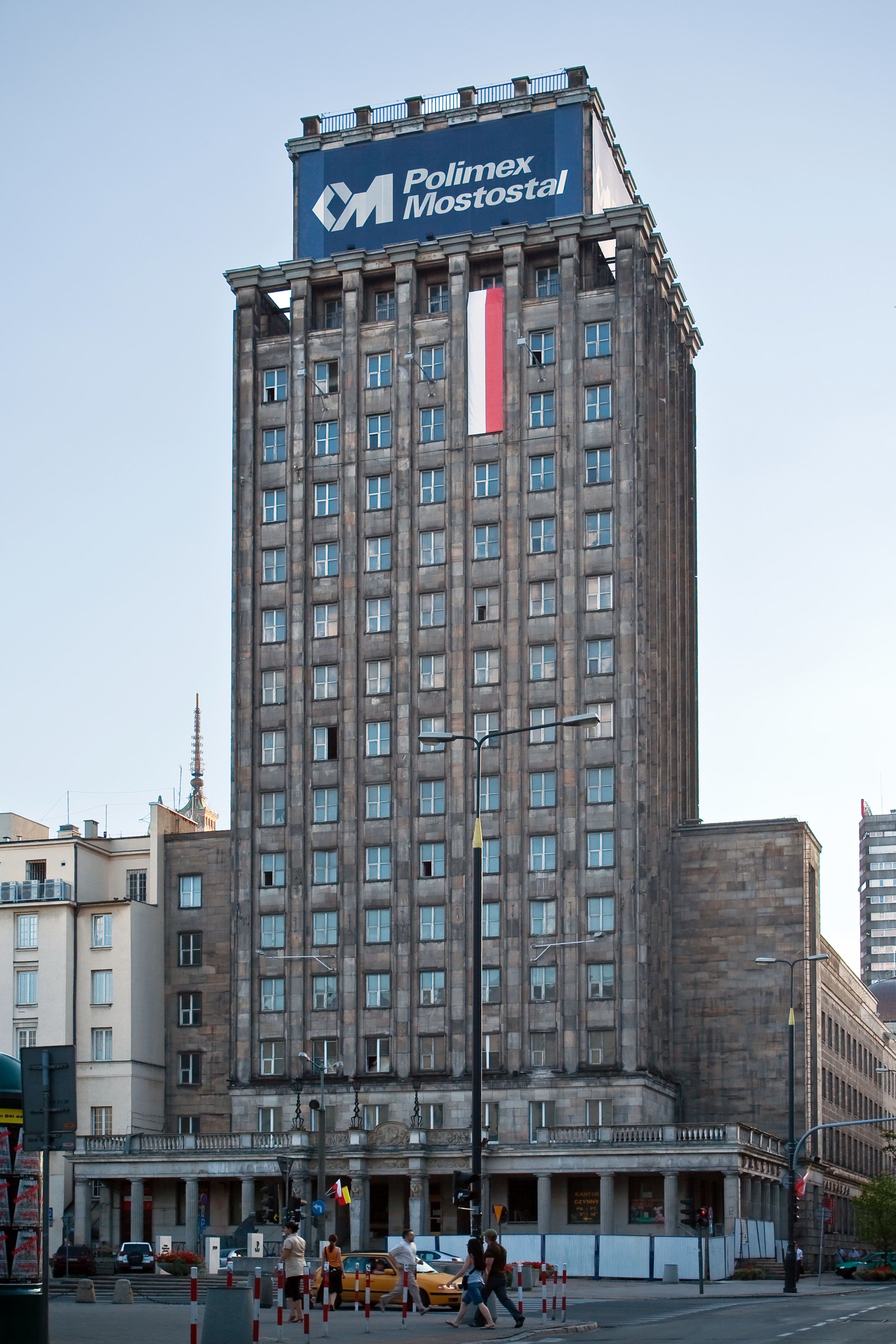
Mrakodrap Prudential ve Varšavě

- komplex budov Národního muzea a Muzea polského vojska ve Varšavě,
- tovární hala pro parní lokomotivy ve Varšavě – 1922,
- budova Obecné vzájemná pojišťovna, na rohu ulic Copernicus a Sewerynów – 1928,
- první svařovaný most přes řeku Słudwia u obce Maurzyce – 1929,
- první svařovaný most přes řeku Słudwia (Redki) – 1931,
- osmipodlažní kancelářská budova hlavního poštovního úřadu v ulici Świętokrzyska ve Varšavě – 1932,
- čtrnáctipodlažní budova finančního úřadu v Katovicích, tzv. Pan Katowice – 1932,
- budova bytů a kanceláří společnosti Prudential (Hotel Varšava), na náměstí Varšavského povstání – 1934
- devítipodlažní budova Jagiellońské knihovny univerzity v Krakově – 1934,
- pětipodlažní budova Vojenské námořní akademie ve Varšavě, ulice Wawelská – 1934,
- obytná osmipodlažní budova Vojenského bytového fondu, tzv. Dům bez rohů, na Krakovském předměstí ve Varšavě – 1935,
- budova Obecná vzájemná pojišťovny v Lodži – 1935,
- Tržnice v Katovicích o délce 126 metrů – 1935,
- desetipodlažní budova Městské spořitelny v ulici Svoboda v Chorzowě – 1937,
- okresní nemocnice maršála Józefa Piłsudskiého ve Varšavě – 1939.

## Publikace

### Odborné
- Příručka pro kovové konstrukce,
- Ustanovení pro statické výpočty ve stavebnictví,
- Ustanovení pro návrh svarů ocelových konstrukcí ve stavebnictví,
- Beton a železobeton,
- Statika staveb,
- Strojní příručka 1925 (Lvov – Varšava).

### Cestopisy
- Jeden den v Jokohamě. Lístky z výletu do Japonska – 1913
- Dálný východ – 1923

## Upomínky na profesora Stefana Bryłu
Polský svaz stavebních inženýrů a techniků ustanovil v roce 1964 cenu Stefana Bryły, která je každoročně udělována osobnostem s vynikajícími úspěchy v oblasti vědy, výzkumu a technologie stavebních konstrukcí. Toto ocenění má vysokou prestiž v oboru inženýrských konstrukcí.
V roce 1994 Fakulta architektury, Vysokého učení technického ve Varšavě (Varšavská polytechnika) pojmenovala jeden ze sálů po profesoru Stefanu Bryłovi – děkanovi v letech 1939 – 1943.
V roce 1995 American Welding Society (tj. Americká společnost pro svařování) udělila Stefanu Bryłovi in memoriam Historic Welded Structure Award (cena Historická svařovaná konstrukce) za svařovaný most přes řeku Słudwia.
Jméno profesora Stefana Bryły nese i XCIII. Všeobecně vzdělávací lyceum, pět Průmyslových škol stavebních a 24 základních škol.